# Lawina w Kotle Małego Stawu
Lawina w  kotle Małego Stawu – lawina, która zeszła 8 lutego 2005 roku ze zbocza Kotła Małego Stawu w Karkonoszach, w pobliżu schroniska Samotnia.

## Przebieg
Lawina przysypała dwóch ratowników GOPR: Daniela Ważyńskiego i Mateusza Hryncewicza. Obaj odbywali dyżur patrolowy, a w momencie ruszenia lawiny zjeżdżali na nartach tzw. żlebem slalomowym. Lawina zaskoczyła narciarzy w połowie żlebu. Akcję ratunkową zorganizowano natychmiast, uczestniczyli w niej wykładowcy Wyższej Szkoły Wychowania Fizycznego i Turystyki. Podczas zjazdu na lawinisko jeden z uczestników akcji ratunkowej spowodował zejście drugiej lawiny, w wyniku czego został poturbowany. Mimo że obie zasypane ofiary miały przy sobie elektroniczne czujniki lawinowe, to pokazywały zakres ułożenia ciał ok. 30 metrów; ostatecznie zostały one odnalezione przez psa. Akcja ratunkowa trwała ponad dwie godziny. Mimo przewiezienia do szpitala i reanimacji, obie ofiary lawiny zmarły.

## Przyczyny
Według raportu komisji powołanej dla zbadania okoliczności wypadku przez naczelnika GOPR, lawina zeszła samoistnie. Badania wykazały, że w krótkim czasie zeszły dwie lawiny – pierwsza mniejsza, druga większa i to ona spowodowała tragedię. Wykluczono hipotezę, że lawinę spowodowali sami goprowcy, podcinając śnieg.

## Upamiętnienie
Od roku 2006 corocznie odbywa się rajd turystyczny „Przejście Dookoła Kotliny Jeleniogórskiej” organizowany początkowo przez Grupę Karkonoską GOPR. Od roku 2016 impreza organizowana jest przez Fundację Przejście Kotliny.